# Kwartalnik Historii Nauki i Techniki
Kwartalnik Historii Nauki i Techniki – kwartalnik ukazujący się od 1956 roku w Warszawie. Wydawcą jest Instytut Historii Nauki im. Ludwika i Aleksandra Birkenmajerów Polskiej Akademii Nauk. Pismo publikuje prace z dziejów nauki polskiej. Początkowo wydawcą był Komitet Historii Nauki PAN (do 1960), następnie Zakład Historii Nauki PAN od 1961. Redaktorami naczelnymi byli: Bogdan Suchodolski, Eugeniusz Olszewski, Kazimierz Opałek, Irena Stasiewicz-Jasiukowa, Tadeusz Bieńkowski, Jerzy Róziewicz, Stefan Zamecki, Joanna Schiller-Walicka. 

## Działy
- Artykuły, komunikaty i materiały
- Polemiki i refleksje
- Pro memoria
- Recenzje
- Kronika
- Bibliografia historii nauki i techniki

## Redakcja
- Redaktor naczelny - Zbigniew Tucholski
- Zastępcy redaktora - Barbara Bienias, Danuta Ciesielska, Anna Trojanowska